# Kauno energija
Kauno energija (Ка́уно эне́ргия — «Каунасская энергия») — литовская компания, работающая в энергетическом секторе экономики. Главный офис расположен в Каунасе.

## Деятельность
15 августа 1997 года при реорганизации АО «Lietuvos energija»  на базе его филиалов «Kauno elektrinė» и «Kauno šilumos tinklai» было учреждено акционерное общество специального назначения «Kauno energija». В 2000 году его статус был изменён на статус акционерного общества. В 2005 году оборот компании составил 171 млн. литов (49,5 млн. евро).